# Georg Adolph Dietrich Rauch

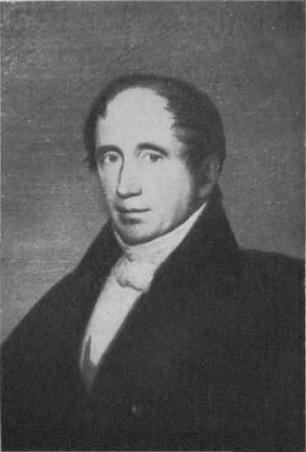
Georg Adolph Dietrich Rauch

Georg Adolph (Adolf) Dietrich Rauch, ab 1846 von Rauch (russisch Егор Иванович Раух, * 14. Juli 1789 in St. Jakobi, Wierland, Estland; † 30. Apriljul. / 12. Mai 1864greg. in Sankt Petersburg) war ein deutsch-baltischer Mediziner, der ab 1812 in Sankt Petersburg wirkte.

## Leben
Rauch studierte ab 1806 Medizin an der Kaiserlichen Universität Dorpat und wurde dort 1811 mit einer Schrift zur Chirurgie promoviert. Nach der Promotion arbeitete er kurzzeitig als praktischer Arzt in Reval, bevor er 1812 nach St. Petersburg wechselte, wo er am Obuchow-Hospital die Stellung eines Ordinators bekleidete und zugleich Regimentsarzt wurde. Ab 1815 arbeitete er in einer eigenen Praxis. 1828 initiierte er die Neugründung der Kleinstadt Staraja Russa als Kurort. 1830 wurde er Leibarzt von Kaiser Nikolaus I. und der Kaiserin Alexandra Fjodorowna.
1843 wurde er zum wirklichen Staatsrat, später zum Geheimrat ernannt sowie 1846 in den Adelsstand erhoben. 1859 wurde er zum Ehrenmitglied der Kaiserlichen Akademie der Wissenschaften in St. Petersburg gewählt. Der St. Petersburger Mineralogischen Gesellschaft und der St. Petersburger Medizinisch-Chirurgischen Akademie gehörte er ebenfalls als Ehrenmitglied an. Er war beratendes Mitglied in verschiedenen medizinischen Organisationen und Kommissionen und erhielt zahlreiche Auszeichnungen. Außerdem war er Mitglied mehrerer ausländischer wissenschaftlicher Gesellschaften.
Rauch starb im Alter von 74 Jahren 1864 in St. Petersburg und wurde auf dem lutherischen Teil des Smolensker Friedhofes beigesetzt.